# Gornja Trnova
Gornja Trnova je naseljeno mjesto u sastavu općine Ugljevik, Republika Srpska, BiH.

## Stanovništvo
| Gornja Trnova      |              |
| godina popisa      | 1991.        |
| Srbi               | 413 (98.33%) |
| Muslimani          | 0            |
| Hrvati             | 2 (0,47%)    |
| Jugoslaveni        | 2 (0,47%)    |
| ostali i nepoznato | 3 (0,71%)    |
| ukupno             | 420          |